# صعب أحمر المنقار
صعب أحمر المنقار (الاسم العلمي: Quelea quelea/ˈkwiːliə/; )، نوع من الصعب وفصيلة الحباك. صغيرة القد، يبلغ طوله حوالي 12 سم (4.7 بوصة) ويبلغ وزنه حوالي 15-26 جم ( 0.53 - 0.92 أوقية)- طائر مهاجر يشبه الدوري. موطنه إفريقيا جنوب الصحراء الكبرى.

## معرض صور

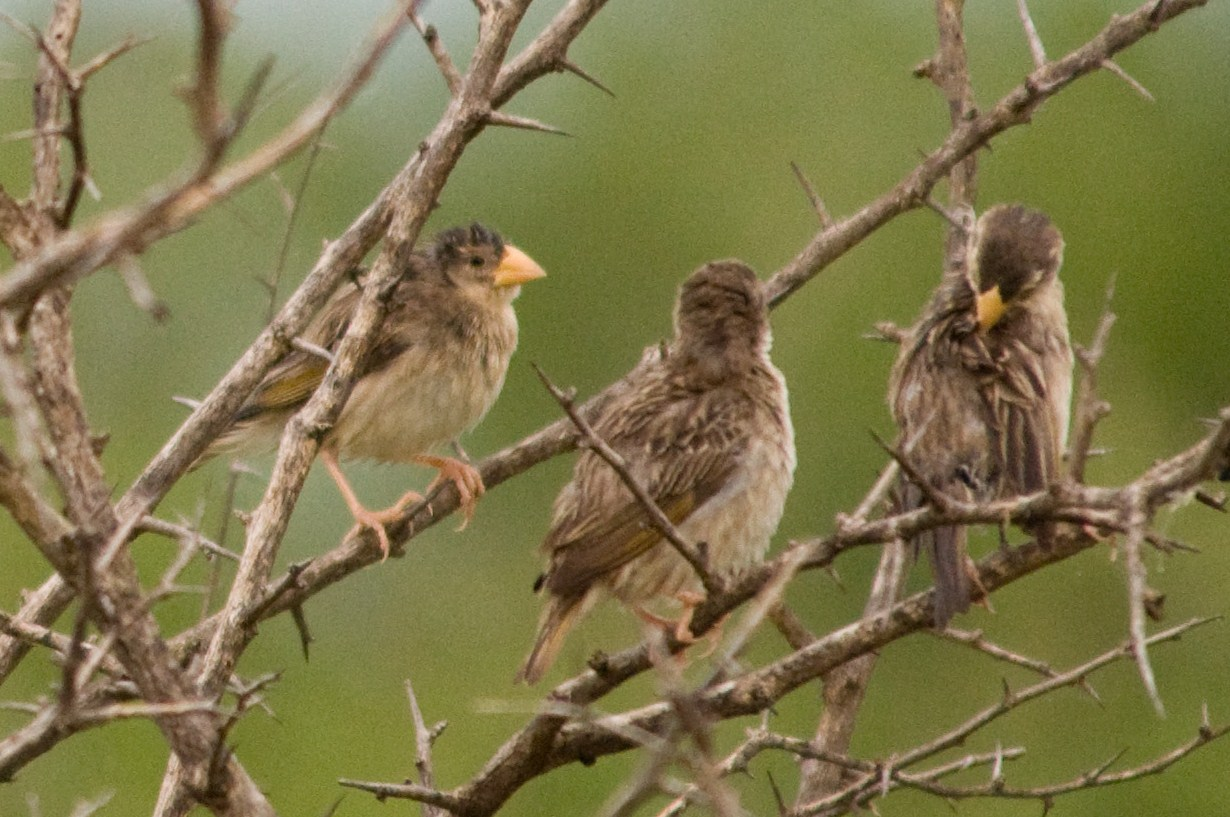
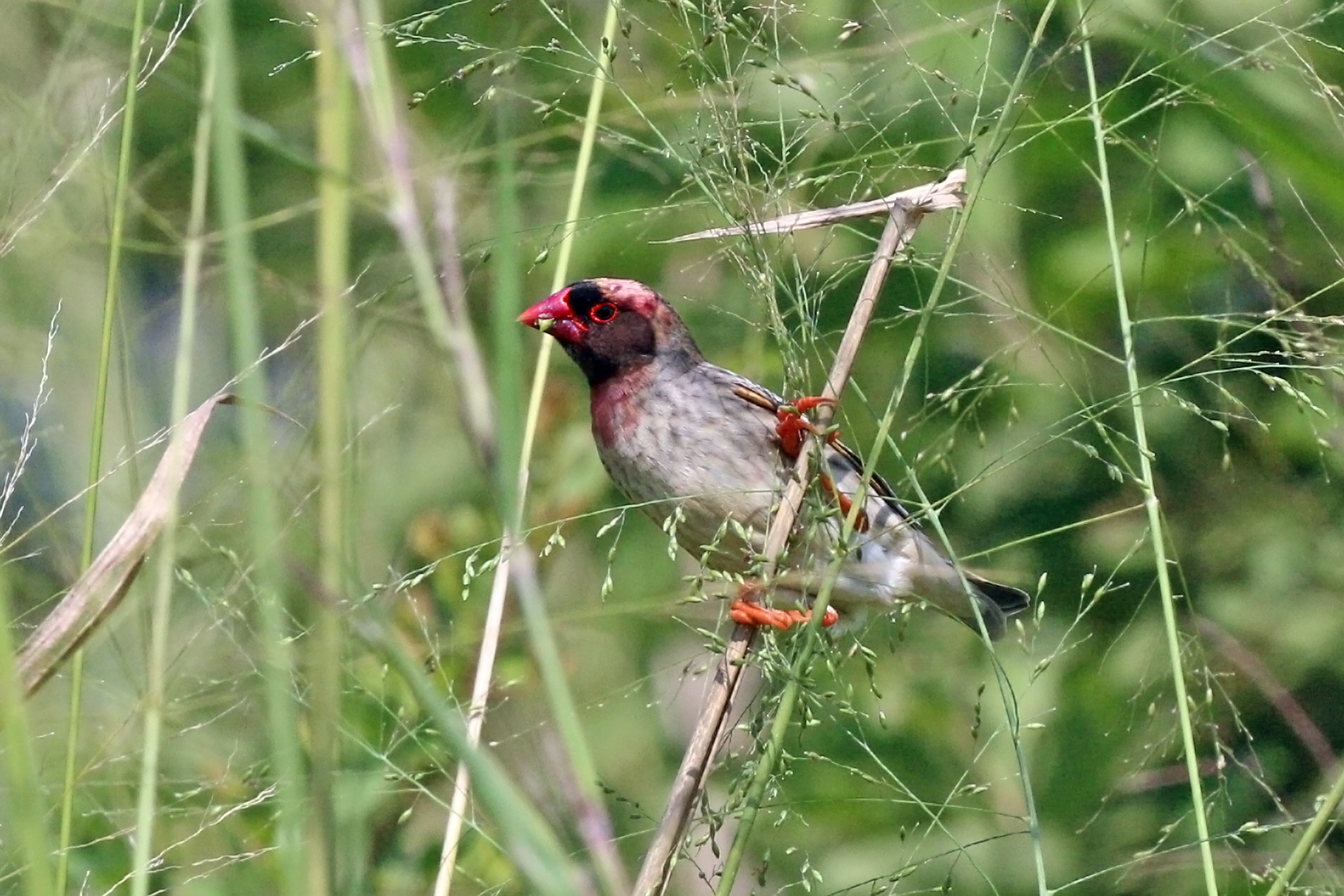
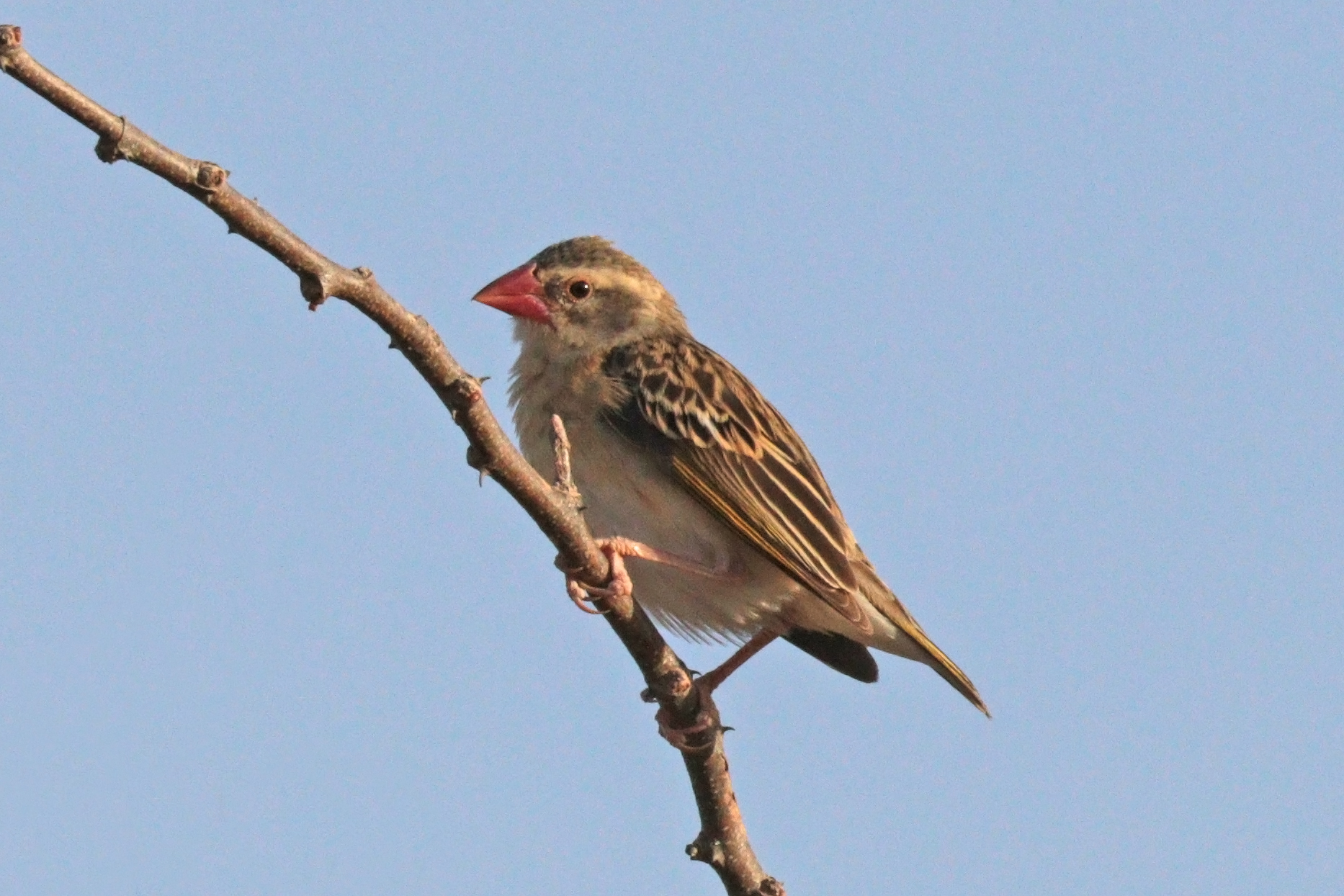
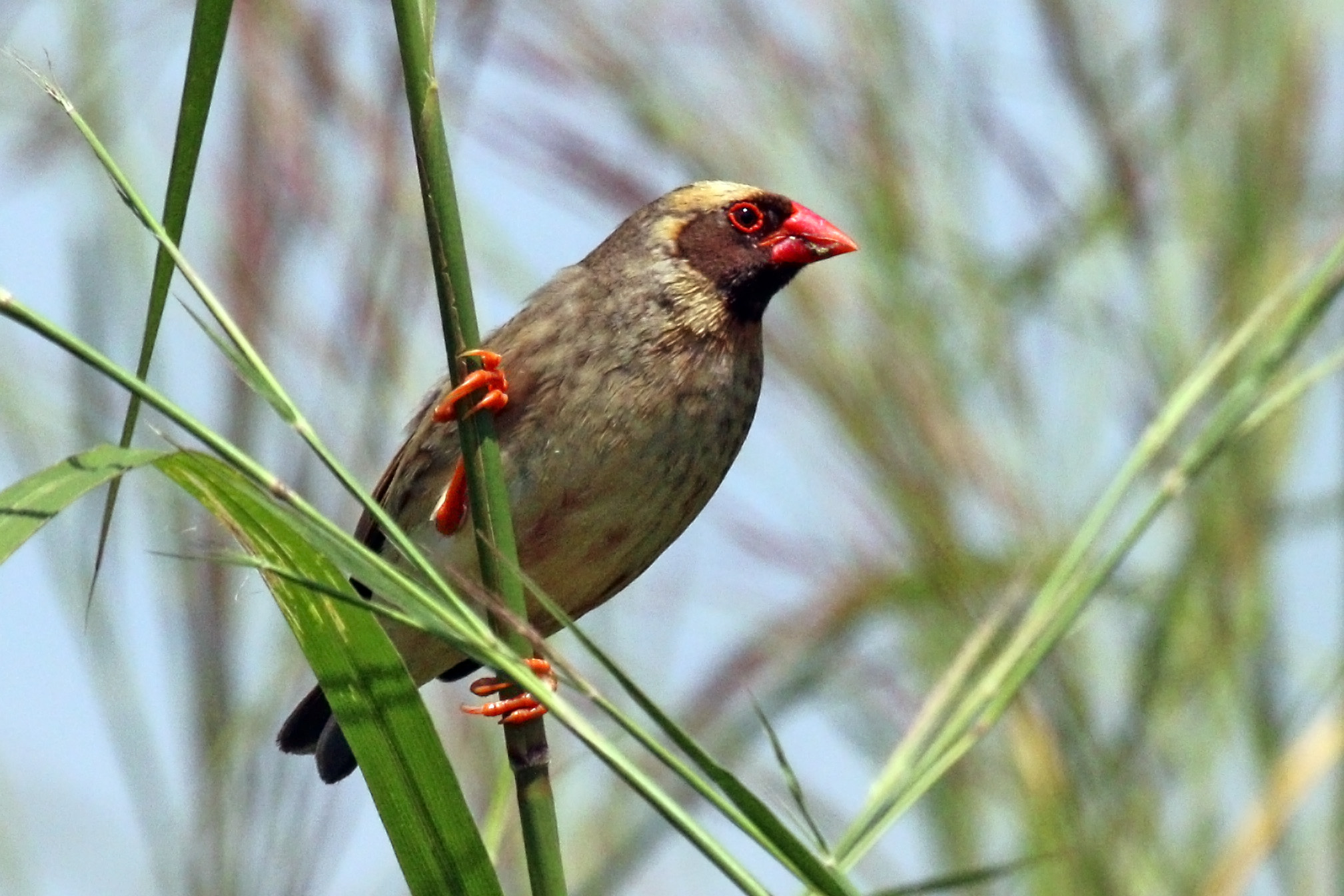